# Witte koeskoes
De witte koeskoes (Phalanger orientalis) is een koeskoes uit het geslacht Phalanger die voorkomt van Timor en de Molukken tot noordelijk Nieuw-Guinea. Op een groot deel van de eilanden waar deze soort voorkomt, is hij waarschijnlijk echter geïntroduceerd. Drie gelijkende soorten, Phalanger breviceps, Phalanger mimicus en Phalanger intercastellanus, zijn lange tijd ook tot de witte koeskoes gerekend. Op Mount Karimui (Papoea-Nieuw-Guinea) komen twee verwante, onbeschreven soorten voor.

## Kenmerken
De witte koeskoes is een grote koeskoes met een korte, harde vacht en meestal een donkere rugstreep. De vachtkleur is variabel, maar vrouwtjes hebben altijd een witte staartpunt. De buik is meestal wit. Dieren uit de Kai-eilanden en Buru zijn volledig wit, exemplaren uit Sanana hebben een roodbruine vacht (inclusief de buik). Mannelijke Nieuw-Guinese witte koeskoezen zijn vuilwit, vrouwtjes rood of bruin en jongen rood of grijs. Op Guadalcanal zijn in het noordelijke, drogere deel van het eiland zowel grijze als witte exemplaren te zien, maar in het natte zuiden komen alleen zwarte en donkerbruine dieren voor. De grootste dieren zijn te vinden in het westen (Timor en de Molukken), waar mannetjes bijna vijf kilogram kunnen wegen, de kleinste op Nissan en in de zuidelijke Salomonseilanden, waar volwassen dieren vaak slechts ongeveer een kilogram wegen. De kop-romplengte voor exemplaren uit New Ireland en Nieuw-Guinea bedraagt 377 tot 472 mm, de staartlengte 278 tot 425 mm, de achtervoetlengte 40 tot 61,9 mm, de oorlengte 21 tot 29 mm en het gewicht 1600 tot 3500 g.

## Leefwijze
Er is weinig bekend over de natuurlijke historie van deze algemene soort. Er wordt waarschijnlijk het hele jaar door gepaard; per worp krijgen vrouwtjes één tot twee jongen. Het dieet bestaat uit fruit, bladeren en boombast. Het is mogelijk dat mannetjes met elkaar vechten om nog onduidelijke redenen.

## Verspreiding
De witte koeskoes komt voor op Nieuw-Guinea, de Molukken en Timor. De eilanden rondom Nieuw-Guinea waar de witte koeskoes is gevonden zijn Ambon, Bagabag, de Banda-eilanden, Batanta, Biak-Supiori, Buru, Ceram, Gorong, Japen, Karkar, de Kai-eilanden, Koil, Long, Misool, Numfor, Salawati, Sanana, Saparua, Su Mios, Umboi, Vokeo en Waigeo. Op Nieuw-Guinea komt de soort tot op 1500 m hoogte voor. Het dier is waarschijnlijk zo'n 6000 jaar geleden op Timor, en op een onbekend tijdstip in de Molukken (o.a. Ceram, Buru, Sanana en de Kai-eilanden). De witte koeskoes komt overal in zijn verspreiding algemeen voor, ook en vooral in tuinen en andere door mensen verstoorde gebieden. Het dier wordt ook vaak als huisdier gehouden.
De populaties in de Bismarck-archipel en de Salomonseilanden worden nu tot Phalanger breviceps gerekend.

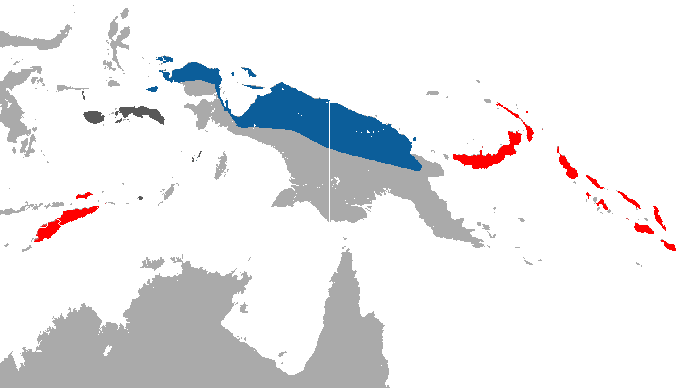
Verspreidingsgebied